# Parastrangalis andrei
Parastrangalis andrei là một loài bọ cánh cứng trong họ Cerambycidae.